# Lý Thái Tổ

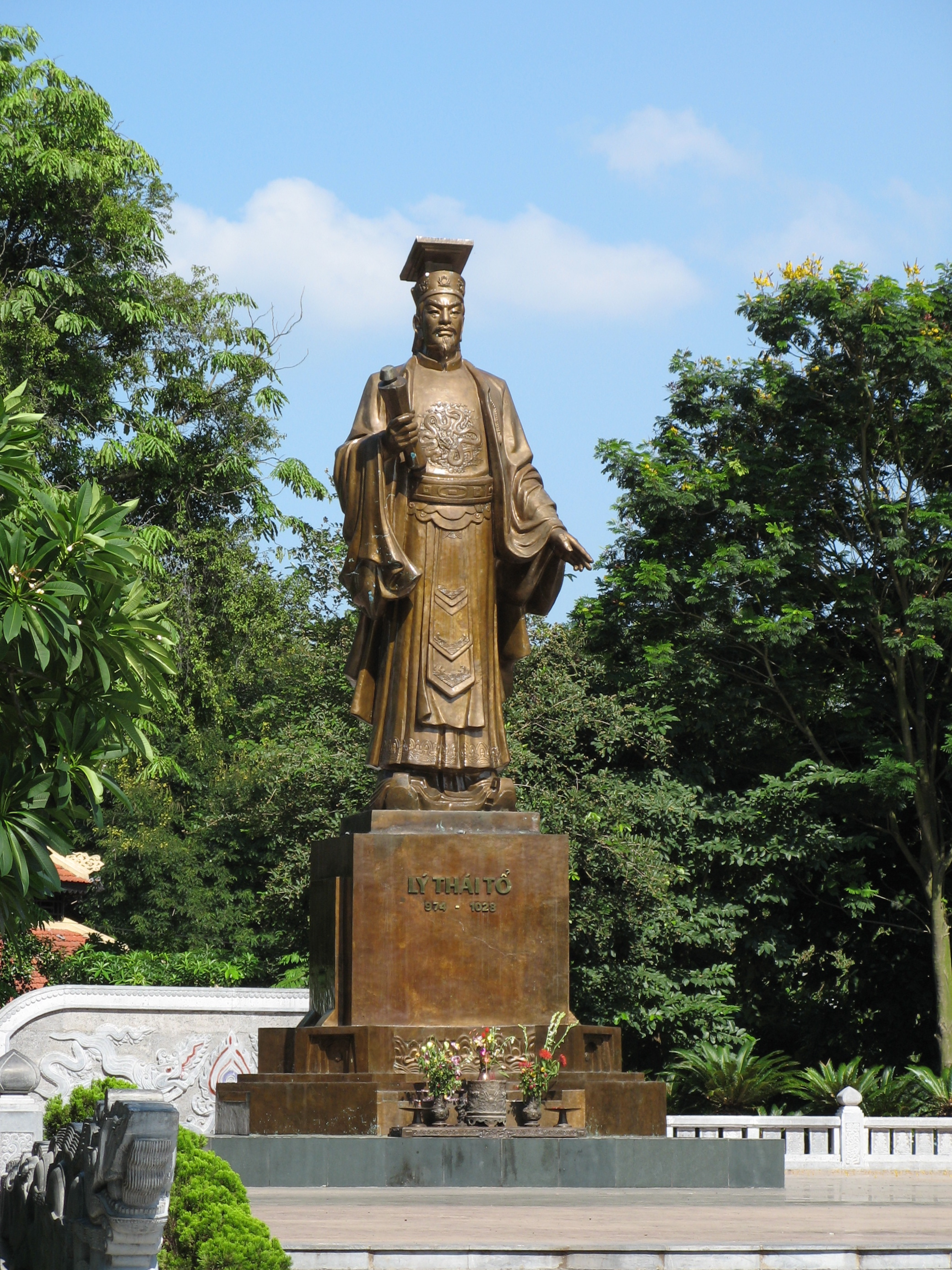
Staty över Lý Thái Tổ i Hanoi.

Lý Thái Tổ (ursprungligt namn Lý Công Uẩn, 李公蘊) var den förste monarken av Lydynastin. Han uppfostrades i ett tempel och hamnade senare i kungapalatsen tillsammans med sin mästare Van Hanh. När den siste kungen av tidigare Ledynastin Lê Ngọa Triều dog blev Lý Công Uẩn utnämnd till kung och antog namnet Ly Thái Tổ.
Han var en bildad kung och inte alls krigiskt lagd som hans föregångare. Han flyttade huvudstaden till platsen där dagens Hanoi ligger och döpte den till Thang Lang. Stora summor lades på nybyggnationer och restaurering av pagoder. I en liten park i Hanoi finns en staty av honom vid östra stranden av Hoan Kiem sjön.
Efter hans död utbröt en tronstrid mellan hans söner där de yngre försökte mörda den äldste sonen Lý Thái Tông som var utsedd att efterträdda sin far. Ly Thái Tôngs vakter lyckades övermanna de yngre bröderna och han kunde senare bestiga tronen. 